# Schulzentrum Ungargasse
Das Schulzentrum HTL HAK Ungargasse (SZU) befindet sich in der Ungargasse im 3. Wiener Gemeindebezirk Landstraße und wird von knapp 1000 Schülern besucht. Seit Jahren werden hier körper- und sinnesbehinderte Schüler gemeinsam mit nicht behinderten in einer in Österreich einzigartigen integrativen Schulform ausgebildet. Der Anteil liegt dabei bei fast 10 % im gesamten Schulhaus. Das SZU bietet zwei grundlegende Ausbildungszweige an: die kaufmännische und die technische Richtung. Mit besonderen Maßnahmen (Individualförderung, Stützlehrer, LOOK-Projekte etc.) wird einerseits im Sinne der Chancengleichheit auf die spezielle Situationen von behinderten Schülern eingegangen und andererseits die Sozialkompetenz und Teamfähigkeit aller gefördert. An das Schulgebäude ist ein modern ausgestattetes Schülerheim angeschlossen.

## Geschichte der Schule

### Gründung: Fachschule für Technik
Der selbst als Kriegsversehrter aus dem Zweiten Weltkrieg zurückgekehrte Lehrer Franz Schuster errichtete 1945 mit der Gründung der Fachschule für Technik in Wien 5, Geigergasse 5–9, eine Institution vor allem für versehrte Kriegsheimkehrer. Als Leicht- bis Schwerstbehinderte sollte ihnen damit eine fundierte Ausbildung ermöglichen werden, um sie (wieder) in die Berufswelt eingliedern zu können. Im Lauf der Jahre kam es zu mehreren Standortwechseln.

### HTBL und BHS Wien V
Im Jahr 1971 erfolgte die Erweiterung in die Höhere Technische Bundeslehranstalt und Bundeshandelsschule Wien V (HTBL und BHS Wien V). In der Geigergasse blieben weiterhin die Direktion und ein paar Klassenräume untergebracht, die von der Handelsschule genützt wurden. Im einstöckigen Trakt der ehemaligen Prothesenwerkstätte wurden die technischen Werkstätten der HTL/Fachschule eingerichtet.
Die technische Abteilung mit der Höheren Abteilung für Betriebstechnik (ab Schuljahr 1977/78 in Höhere Abteilung für Maschinenbau-Betriebstechnik umbenannt) mit Matura und mit der vierjährigen Fachschule für Betriebstechnik wurde im Schulgebäude Castelligasse 25/Bacherplatz (Listeneintrag) untergebracht, die kaufmännische Abteilung mit der Handelsschule im Schulgebäude Phorusgasse im 4. Bezirk.
Die HTL/Fachschule wurde zu dieser Zeit noch nach dem Prinzip der „umgekehrten Integration“ (siehe unten) und mit kleinen Schulklassen (bis maximal 25 Schülern in der ersten Klasse geführt.) Die Integration nichtbehinderter Schüler stieg zwar über die Jahre kontinuierlich an, in den 1970er Jahren war das Verhältnis noch bei etwa 25 zu 75 % mit Behinderten, blieb jedoch bis zur Übersiedlung ins spätere SZU stets unter 1:1. Entsprechend dem Schulkonzept der Ausbildung für ursprünglich Kriegsversehrte im Wandel hin zu Unfallversehrte war der Altersdurchschnitt in den Klassen nicht, wie in anderen berufsbildenden Schulen mit Einstieg nach der 8. Schulstufe, bei 14 Jahren, sondern höher. Voraussetzung für die Aufnahme in der Technischen Abteilung war wegen des technischen Werkstättenbetriebs selbstständige Mobilität. Dies nicht zuletzt auch, da es im Schulgebäude Bacherplatz keinen rollstuhlgerechten Zugang und keine Aufzüge gab.
Die Klassen der Handelsschule in der Phorusgasse wurden fast ausschließlich mit körperlich- und sinneseingeschränkten Schülern geführt, das Schulgebäude war behindertengerecht. Vorwiegend für diese schwer- bis schwerstbehinderten Schüler der Kaufmännischen Abteilung war dem Schulbetrieb ein Schülerheim in der Hochheimgasse 1 in Wien-Hietzing (Listeneintrag) angeschlossen. Zwischen den beiden Standorten im 13. und 4. Bezirk wurden die Schüler mit Schulbussen hin- und hertransportiert.

### Schulzentrum HTL HAK Ungargasse
Schon während der 1970er Jahre waren auf Grund der Aufsplitterung in die vier Standorte (inklusive Schülerheim) und dem wachsenden Bedarf nach Klassenräumen Pläne zu einem Neubau im Gespräch. Mit dem Areal des einstigen Gartenpalais Harrach in der Ungargasse 69 im 3. Bezirk fand sich ein geeignetes Areal. Ab 1985 konnte gebaut und im Jahr 1987 in das modern ausgestattete und barrierefreie Schulzentrum Ungargasse übersiedelt werden. Die Schule nennt sich seither Höhere Technische Bundeslehranstalt, Bundeshandelsakademie und Bundeshandelsschule Wien 3.

## Modell der „umgekehrten Integration“
Die Ausbildung im SZU erfolgt wie schon seit Jahrzehnten in Integrationsklassen. Im Sinne einer „umgekehrten Integration“ lag in den 1970er-Jahren in der Technischen Abteilung das Verhältnis der Durchmischung noch bei etwa 75:25 bis maximal 1:1 zwischen Behinderten und Nichtbehinderten und in der Handelsschule fast ausschließlich bei behinderten Schülern (siehe oben in HTBL und BHS Wien V). Im SZU macht hingegen der Schüleranteil mit Körper- und Sinnesbehinderungen nur mehr ca. 25 % aus. Damit kann von einer „umgekehrten Integration“ nicht mehr gesprochen werden.
Die Schüler mit Förderbedarf erhalten im Sinne der angestrebten Chancengleichheit
- eine spezielle Förderung mit Individualförderung,
- Stützlehrer,
- Bereitstellen von Hilfsmitteln,
- Wahrnehmen und Berücksichtigen spezieller Bedürfnisse im Unterricht, um das Ausbildungsziel zu erreichen,
- spezielle Gegenstände, die integratives Handeln fördern,
- spezielle Bildungsberatung,
- medizinische und therapeutische Betreuung im Schulgebäude und
- intensive Betreuung im angeschlossenen Schülerheim.

Ziel ist es, sie in ihrem Selbstbewusstsein zu stärken, indem sie ihre Stärken und Schwächen kennenlernen. Alle Schüler erwerben dadurch eine integrative Grundhaltung und können ihre Sozialkompetenz stärken. Das SZU ist offen gegenüber neuen Formen der Unterrichtsgestaltung (z. B. projekt- und fächerübergreifender Unterricht) und der Nutzung moderner Technologien. Die Schlüsselqualifikationen Teamorientierung, Kommunikationsfähigkeit und Präsentationsfähigkeit haben einen besonderen Stellenwert.

## Fachrichtungen im SZU

### Technische Ausbildungen

#### HTL für Wirtschaftsingenieure, Schwerpunkt Betriebsinformatik
In der HTL für Wirtschaftsingenieurwesen und Betriebsinformatik (5 Jahre mit Matura) sind die Bereiche Wirtschaft, Technik und EDV in einem einzigen Ausbildungszweig vereint, in dem die Schüler den Maschinenbau – von der computerunterstützten Konstruktion über die Fertigung auf CNC-Werkzeugmaschinen bis hin zur Montage in der Werkstätte – kennenlernen. Der Bereich Betriebsinformatik umfasst das Erstellen von betrieblichen Softwareprojekten in verschiedenen Programmiersprachen, der Umgang mit Datenbank- und Betriebssystemen. Präsentationstechniken und Kommunikationsformen sind weitere zentrale Bereiche.

#### HTL für Informationstechnologie, Schwerpunkt Netzwerktechnik
Der Ausbildungszweig Informationstechnologie und Netzwerktechnik (5 Jahre mit Matura) bereitet die Schüler speziell auf das Arbeiten mit Computern – sowohl Betriebssysteme als auch Computerarchitektur – vor. Das Programmieren und der professionelle Umgang mit Datenbanken sind hierbei zentrale Bestandteile. Im Rahmen von Projektmanagement wird man in der Organisation und Präsentation von Projekten unterrichtet.

#### Fachschule für Informationstechnik – Netzwerktechnik, IT-Support & Management
Die Fachschule für Informationstechnik – Netzwerktechnik, IT-Support & Management (4 Jahre) bietet eine praxisorientierte Ausbildung, in der man auf die Arbeit als IT-Administrator oder als IT-Infrastruktur-Experte vorbereitet wird.

#### FS für Maschinenbau mit Betriebspraxis, Schwerpunkt Werkzeug- und Vorrichtungsbau und Fertigungstechnik
Die Fachschule für Maschinen- und Fertigungstechnik (4 Jahre) bietet eine praxisorientierte Ausbildung, ein Drittel der Unterrichtszeit verbringen die Schüler in der Werkstätte bzw. in dem Werkstättenlabor. Die Konstruktionen werden mit dem Zeichenstift oder mit den verschiedensten CAD-Programmen erstellt und danach mit computergesteuerten Werkzeugmaschinen hergestellt. Auch wird man im richtigen Umgang mit verschiedenen Maschinen wie mit der Dreh- oder Fräsmaschine geschult.

#### FS für Lederdesign mit Betriebspraxis
Die Fachschule für Lederdesign (3,5 Jahre) bildet in der Fertigung von Leder-Accessoires wie Handtaschen und Kleinlederwaren aus. Die Hälfte der Unterrichtszeit verbringen die Schüler in der Werkstätte und im Atelier. Der Entwurf von Werkstücken in modischem Design ist ein Teil dieser kreativen Ausbildung. Modell- und Schnittzeichnen wird genau so gelehrt wie die Verzierungstechniken für Leder.

### Kaufmännische Ausbildungen

#### Handelsakademie
Die Ausbildung der Handelsakademie (5 Jahre mit Matura) ist projektorientiert und umfasst Organisationsmanagement, die Abwicklung des gesamten betrieblichen Rechnungswesens, die Anwendung praxisgerechter Kommunikationssysteme und Software. Präsentations-Know-how sowie die Fähigkeit, sowohl selbstständig als auch im Team zu arbeiten, werden geschult. In Form von Projekten erfolgen Zusammenarbeiten mit der Wirtschaft.

#### Handelsschule
In der Handelsschule (3 Jahre) werden die Schüler u. a. in Übungsfirmen auf die Berufswelt vorbereitet. Weitere wichtige Bestandteile sind: Präsentations-Know-how, Teamarbeit, Anwendung aktueller Kommunikationssysteme und Software Training von Konfliktlösungsverhalten, Allgemeinbildung und eine Fremdsprache.

### Spezielle Ausbildungen

#### Orientierungsstufe
Die körper- und sinnesbehinderten Schüler erhalten nach erfolgreichem Abschluss der 8. Schulstufe in einer einjährigen Orientierungsstufe (AO) die Möglichkeit, sich auf ihre bevorstehende (weiterführende) Schulausbildung vorzubereiten, indem sie den Stoff der Unterstufe wiederholen. Das Ziel der Orientierungsstufe ist, dass die Schüler ihre Stärken und Schwächen erkennen, um sich für die richtige Ausbildung zu entscheiden.

## Räumlichkeiten

### IT-Academy
Die IT-Academy (kurz ITAC) war ein Schülerprojekt im Zuge der Diplomarbeit im Schuljahr 2014/15, um zwei neue EDV bzw. Netzwerk-Räume im SZU bereitzustellen. Die ITAC besteht aus zwei Teilen, Raum A (Cisco Academy) und Raum B (Microsoft Academy).

#### ITAC-A
In der ITAC-A befinden sich Router und Switches, welche den Schülern für Übungen zur Verfügung stehen. Hier können Versuche an echter Hardware durchgeführt werden, um bessere Erfahrungen und Wissen für praktische Arbeiten zu sammeln, ohne das Schulnetzwerk zu gefährden.

#### ITAC-B
Die ITAC-B ist stark auf Virtualisierung ausgelegt. Hochwertige Computer ermöglichen die Virtualisierung mehrerer Server und Clients gleichzeitig ohne merklichen Verlust von Leistung.

### MikroTik-Academy
Seit dem Schuljahr 2022/23 gibt es die MikroTik-Academy, welche als Ergänzung zur IT-Academy genutzt wird, um schon in den ersten Jahren an Netzwerkgeräten zu arbeiten.

## Therapieeinrichtungen und Schülerheim
Im Schulzentrum Ungargasse sind Therapieeinrichtungen vorhanden, sodass den Schülern medizinische und psychologische Betreuung über die gesamte Unterrichtszeit zur Verfügung steht. Damit können Therapien auch in den Schulalltag integriert werden.
In dem an das Schulgebäude angeschlossene Schülerheim, das behinderten und nicht behinderten Schüler offensteht, wohnen ca. 80 Schüler. Das speziell ausgebildete Personal bietet jedem Schüler/jeder Schülerin individuelle Betreuung und Förderung.